# Tapirus
Tapirus is een geslacht van zoogdieren uit de familie van de Tapiridae (Tapirs).

## Soorten
- Tapirus bairdii (Gill, 1865) – Midden-Amerikaanse tapir
- Tapirus indicus Desmarest, 1819 – Indische tapir
- Tapirus pinchaque (Roulin, 1829) – Bergtapir
- Tapirus terrestris (Linnaeus, 1758) – Laaglandtapir
- Tapirus kabomanni (Cozual et al., 2013)

### Uitgestorven soorten
Een groot aantal uitgestorven soorten uit het geslacht Tapirus is beschreven. Ze kwamen van het Mioceen tot in het Pleistoceen naast Zuidoost-Azië en Midden- en Zuid-Amerika ook voor in Noord-Amerika en Europa. Een deel van de uitgestorven tapirs was wat betreft formaat en leefwijze te vergelijken met de hedendaagse soorten, maar er waren ook dwerg- en reuzenvormen en soorten die in savannegebieden leefden. Waarschijnlijk heeft het begin van de ijstijden, toen de bossen plaats maakten voor savannes, geleid tot het verdwijnen van de Europese tapirs. Het uitsterven van de Noord-Amerikaanse soorten valt samen met verdwijnen van een groot deel van de megafauna na de laatste ijstijd.
Noord-Amerikaanse soorten:
- Tapirus haysii
- Tapirus johnsoni
- Tapirus lundeliusi
- Tapirus merriami
- Tapirus polkensis
- Tapirus simpsoni
- Tapirus veroensis
- Tapirus webbi

Zuid-Amerikaanse soorten:
- Tapirus cristatellus
- Tapirus greslebini
- Tapirus mesopotamicus
- Tapirus oliverasi
- Tapirus rioplatensis
- Tapirus rondoniensis
- Tapirus tarijensis

Europese soorten:
- Tapirus arvernensis
- Tapirus antiquus
- Tapirus balkanicus
- Tapirus jeanpiveteaui
- Tapirus priscus
- Tapirus telleri

Aziatische soorten:
- Tapirus augustus
- Tapirus hezhengensis
- Tapirus peii
- Tapirus sanyuanensis
- Tapirus sinensis
- Tapirus yunnanensis

### Niet officieel erkende soorten
De tapirus pygmaeus is een tapir die nog niet officieel is erkend maar de Nederlandse bioloog Marc van Roosmalen nam in de  Rio Aripaunã-bekken een soort waar die misschien overeenkomt met de Tapirus kabomani.